# Hechos 16

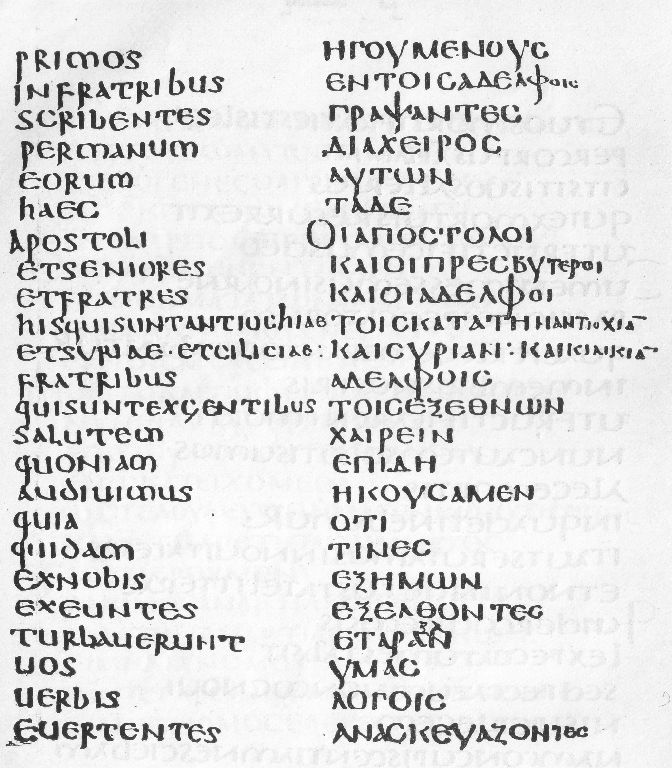
Hechos 15:22-24 en latín (columna izquierda) y griego (columna derecha) en el Codex Laudianus, escrito hacia el año 550 d.C.

Hechos 16 es el decimosexto capítulo de los Hechos de los Apóstoles del Nuevo Testamento de la Biblia Cristiana. Recoge el inicio del segundo viaje misionero del apóstol Pablo, junto con Silas y Timoteo. El autor del libro que contiene este capítulo es anónimo, pero la tradición cristiana primitiva afirmó uniformemente que Lucas compuso este libro, así como el Evangelio de Lucas.

## Texto
El texto original fue escrito en griego koiné. Este capítulo está dividido en 40 Versículos.

### Testigos textuales
Algunos manuscritos antiguos que contienen el texto de este capítulo son:
Ÿ En griego
- Códice Vaticano (325-350 d. C.)
- Codex Sinaiticus (330-360)
- Códice Bezae (c. 400)
- Codex Alexandrinus (c. 400-440)
- Codex Ephraemi Rescriptus (c. 450; existen los Versículos 1-36)
- Papiro 127 (siglo V; existen los versículos 1-4, 13-40).[2]
- Codex Laudianus (c. 550)[3]

En latín
- Codex Laudianus (~550; completo)[3]
- Palimpsesto de León (siglo VII; completo)[4]

## El hombre de Macedonia (Versículos 9-10)

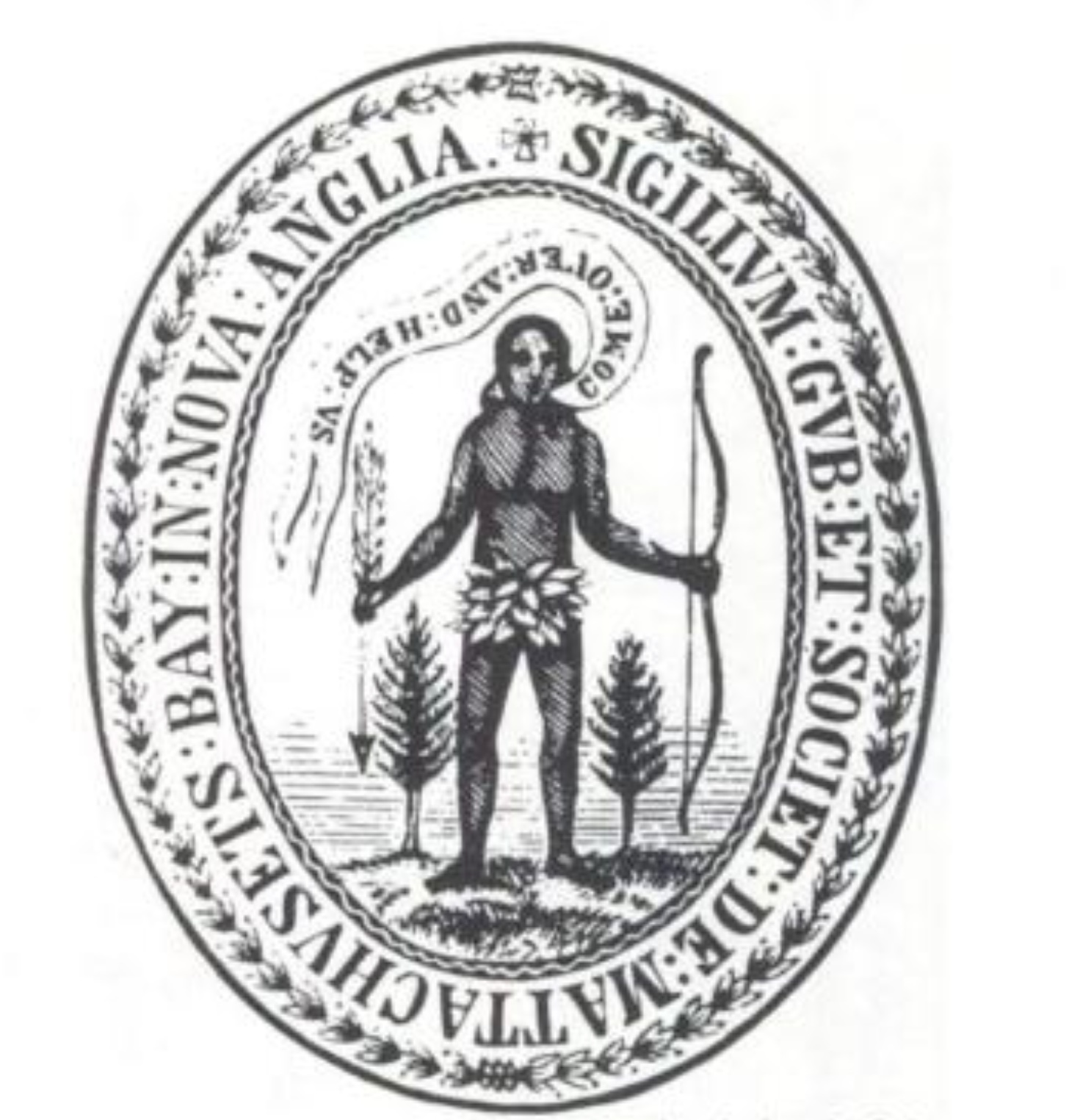
Sello de la Colonia de la Bahía de Massachusetts, (1629-1686, 1689-1691)

## Viaje de Troas a Filipos (versículos 11-15)

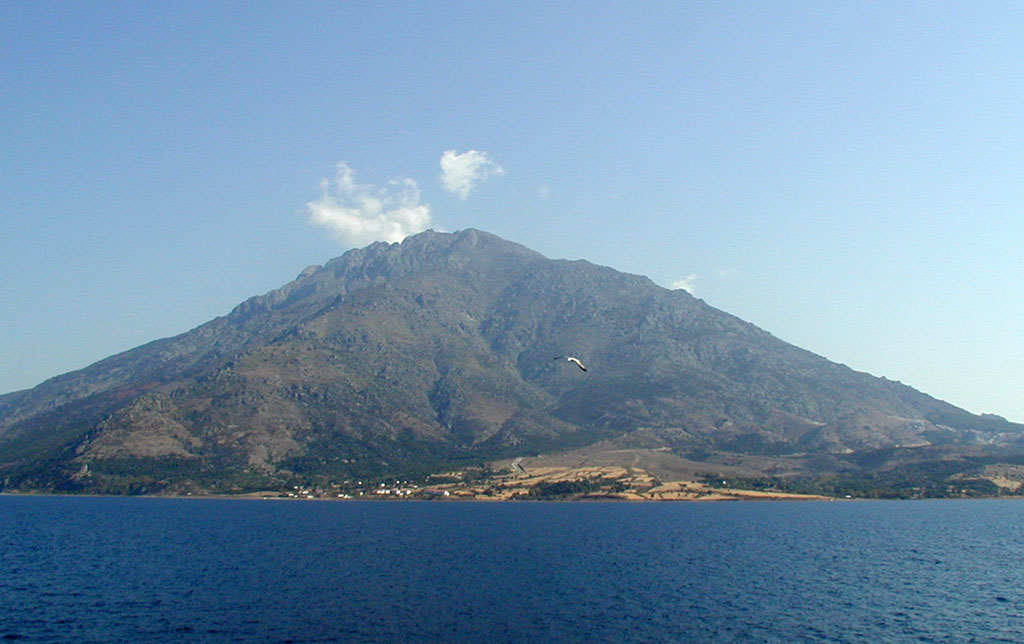
Samotracia, con el monte Fengari al fondo.

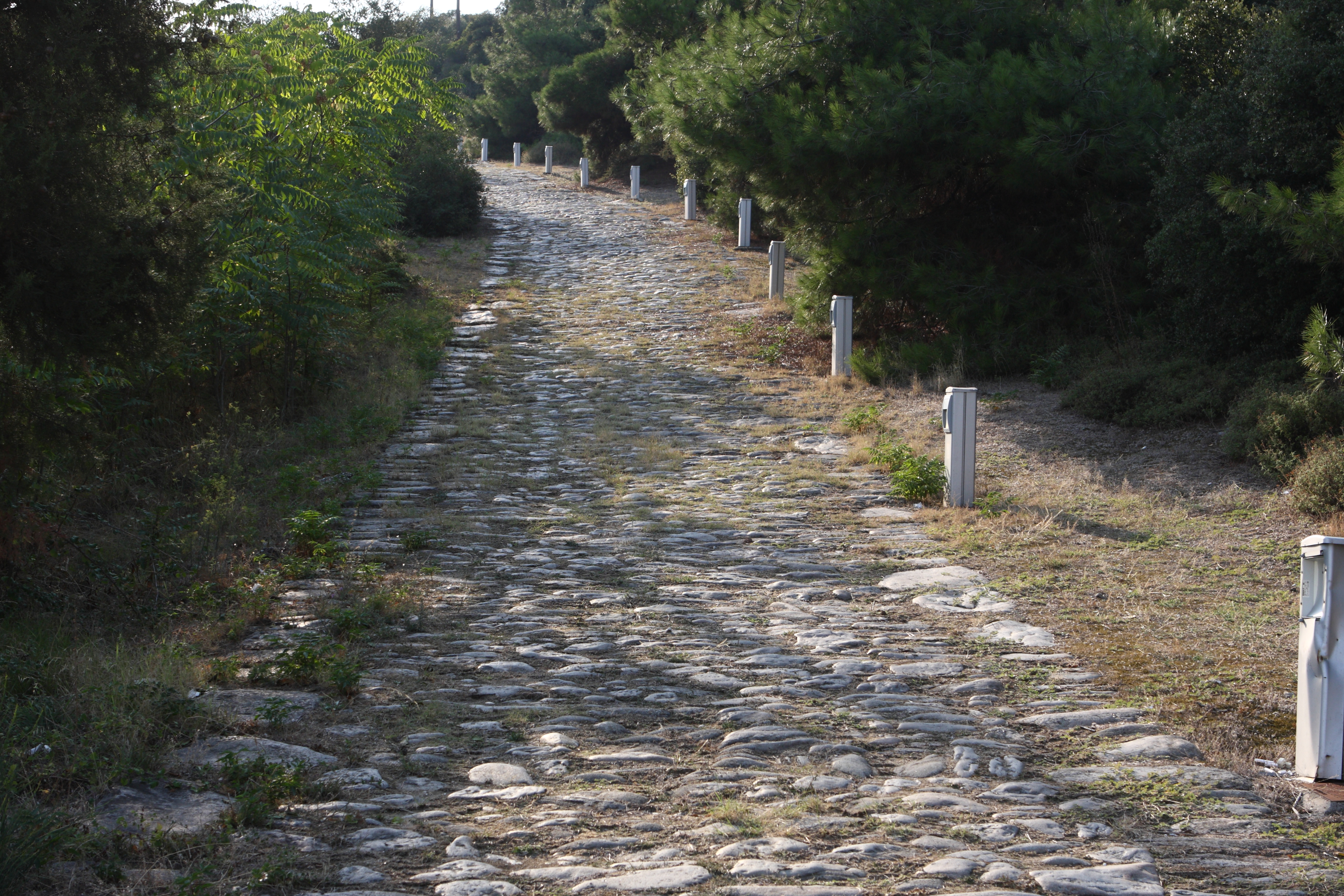
Antigua Vía Egnatia en Kavala (antigua Neápolis).